# Senado da Chéquia
O Senado da Chéquia (tcheco: Senát České republiky) é a câmara alta do Parlamento da Chéquia. A sede do Senado é o Palácio Wallenstein em Praga.

## Estrutura
O Senado é composto por 81 membros escolhidos através do sistema de votação com dois turnos. Se nenhum candidato recebe a maioria dos votos no primeiro turno, haverá o segundo turno com os dois candidatos mais bem colocados. O mandato dos senadores é de seis anos e as eleições são escalonadas, de modo que um terço dos assentos é disputado a cada dois anos. Um candidato ao Senado não precisa estar na chapa de um partido político, diferentemente da Câmara dos Deputados em que há essa necessidade.
O Senado possui um presidente e quatro vice-presidentes e seus membros participam de comitês e comissões especializadas.

## Poderes
O Senado pode atrasar uma proposta de lei que foi aprovada pela Câmara dos Deputados, mas esse veto pode ser anulado por maioria absoluta da Câmara dos Deputados em uma nova votação. No entanto, a votação no Senado não pode ser anulada quando a proposta é referente à lei eleitoral, à lei constitucional e a tratados internacionais. O Senado não consegue votar no orçamento do país nem na moção de censura contra o governo, sendo essas funções exclusivas da Câmara dos Deputados.